# Стівенс (Пенсільванія)
Стівенс (англ. Stevens) — переписна місцевість (CDP) в США, в окрузі Ланкастер штату Пенсільванія. Населення — 611 особа (2020).

## Географія
Стівенс розташований за координатами 40°12′55″ пн. ш. 76°10′10″ зх. д. / 40.21528° пн. ш. 76.16944° зх. д. (40.215300, -76.169310).  За даними Бюро перепису населення США в 2010 році переписна місцевість мала площу 4,03 км², з яких 4,03 км² — суходіл та 0,00 км² — водойми.

## Демографія
Згідно з переписом 2010 року, у переписній місцевості мешкало 612 осіб у 218 домогосподарствах у складі 165 родин. Густота населення становила 152 особи/км².  Було 229 помешкань (57/км²).
Расовий склад населення:
| - 96,7 % — білих - 2,5 % — азіатів - 0,2 % — корінних американців |

До двох чи більше рас належало 0,2 %. Частка іспаномовних становила 1,6 % від усіх жителів.
За віковим діапазоном населення розподілялося таким чином: 26,0 % — особи молодші 18 років, 60,1 % — особи у віці 18—64 років, 13,9 % — особи у віці 65 років та старші. Медіана віку мешканця становила 36,7 року. На 100 осіб жіночої статі у переписній місцевості припадало 95,5 чоловіків;  на 100 жінок у віці від 18 років та старших — 94,4 чоловіків також старших 18 років.
Середній дохід на одне домашнє господарство  становив 43 422 долари США (медіана — 40 900), а середній дохід на одну сім'ю — 49 680 доларів (медіана — 44 722). За межею бідності перебувало 1,9 % осіб, у тому числі 0,0 % дітей у віці до 18 років та 0,0 % осіб у віці 65 років та старших.
Цивільне працевлаштоване населення становило 202 особи. Основні галузі зайнятості: будівництво — 28,7 %, роздрібна торгівля — 20,8 %, освіта, охорона здоров'я та соціальна допомога — 13,9 %, науковці, спеціалісти, менеджери — 7,9 %.